# Vilafant

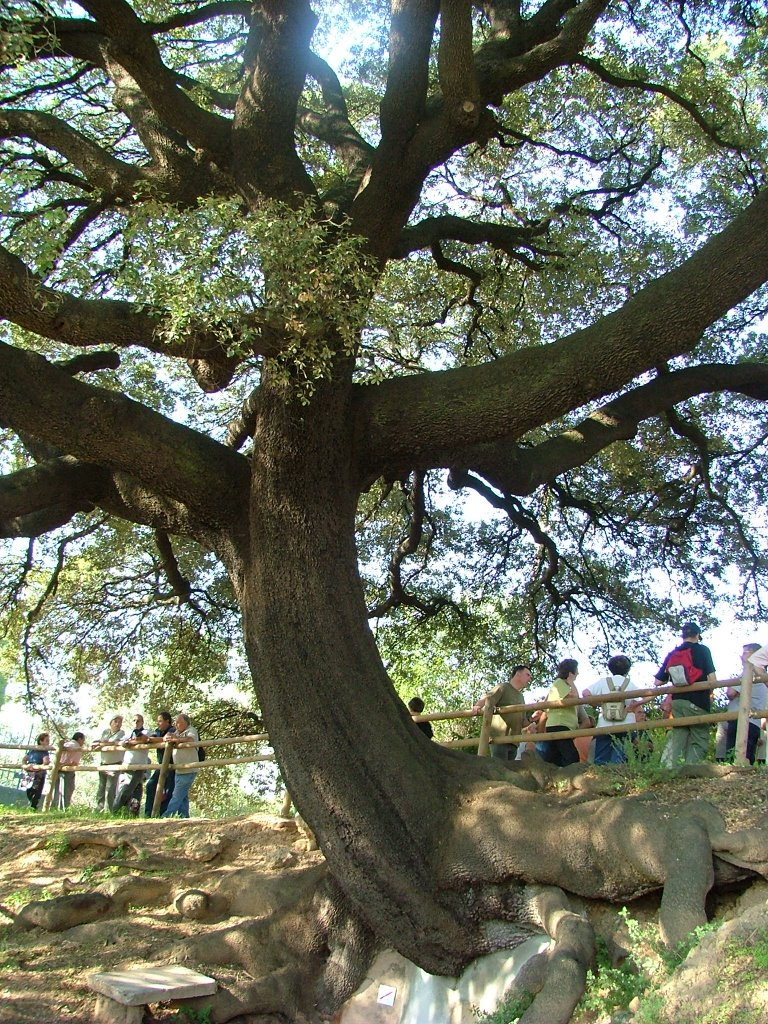
Alzina de la font de Can Massanet

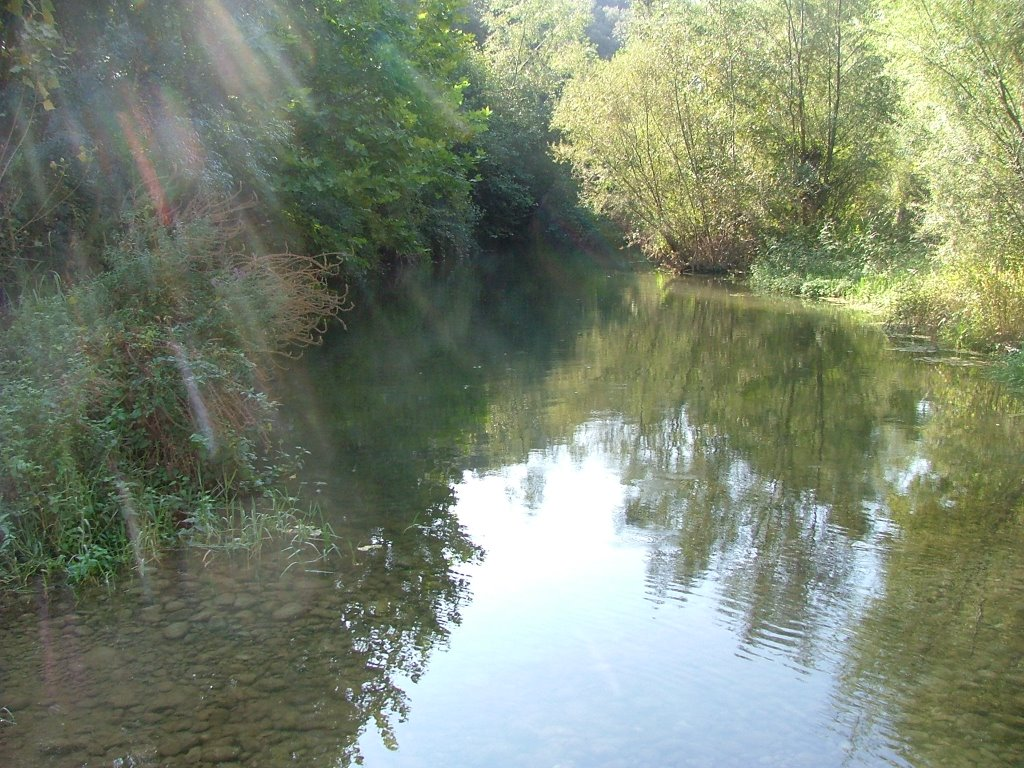
El riu Manol al seu pas per Vilafant

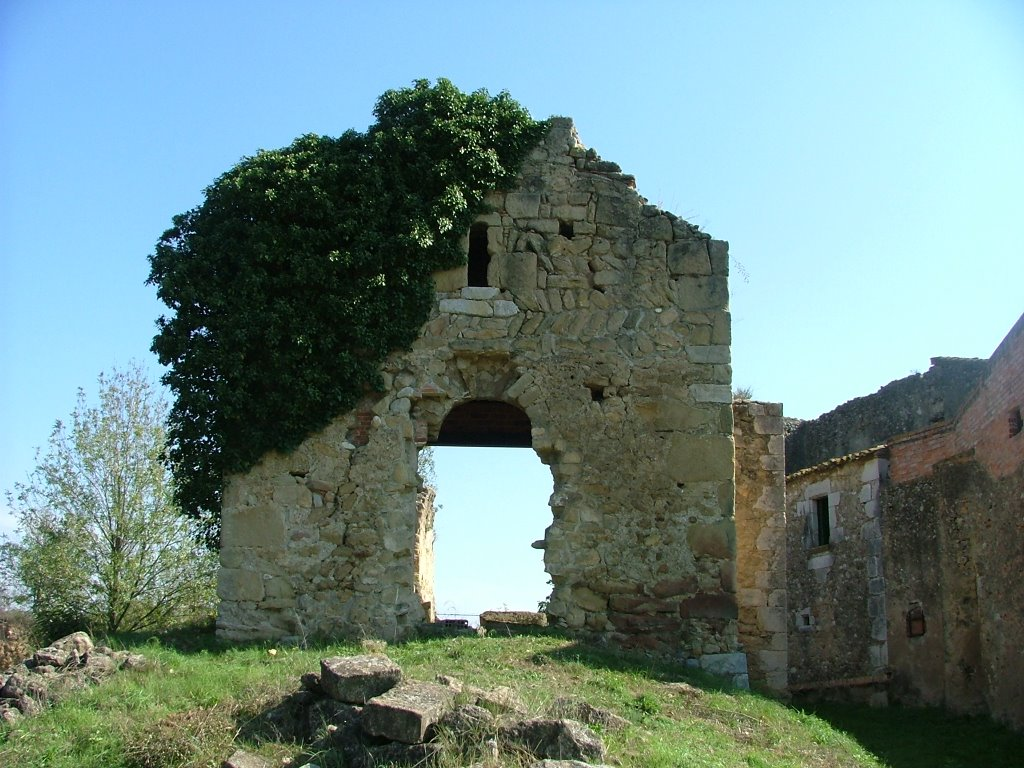
L'ermita preromànica de Palol Sabaldòria

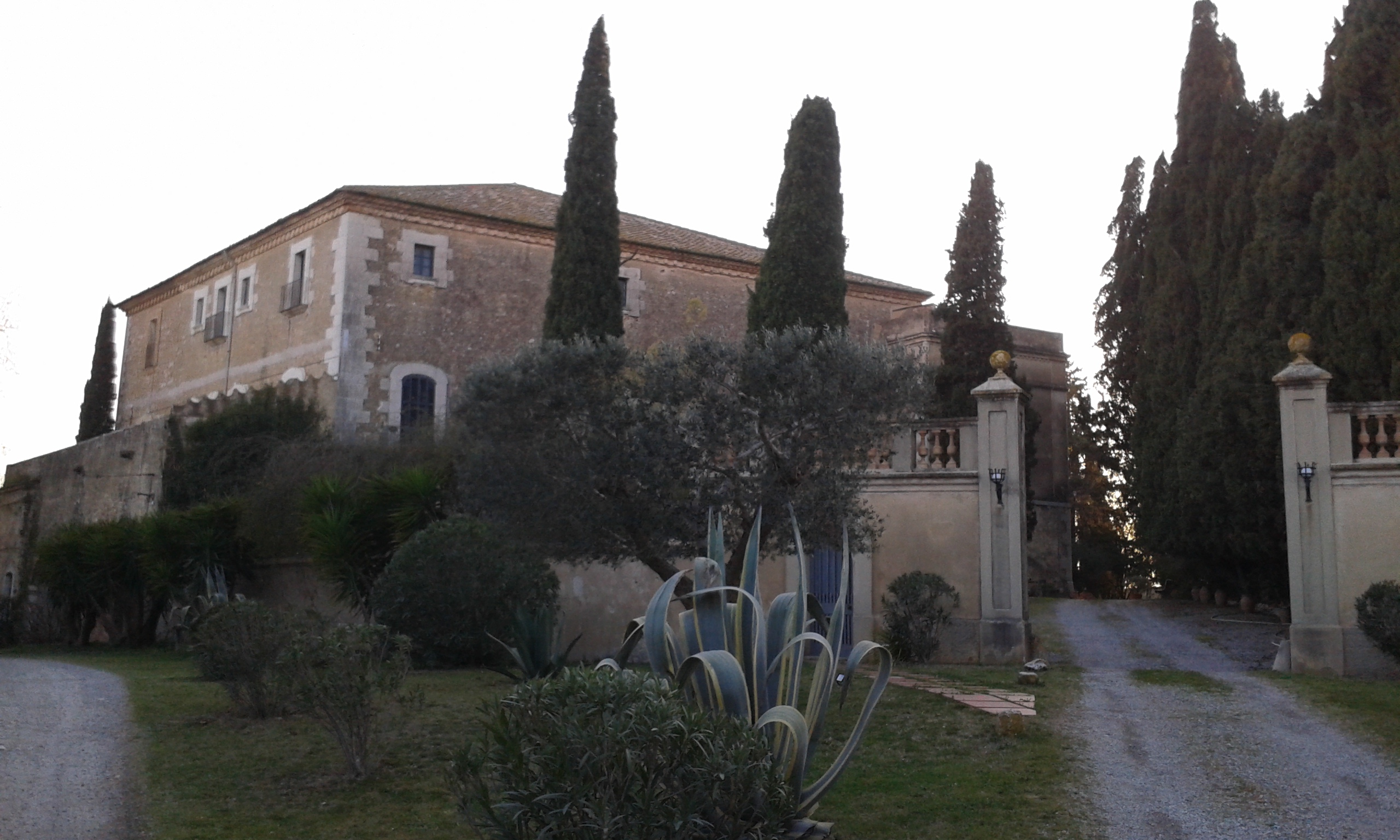
La casa pairal de Can Puig Maçanet

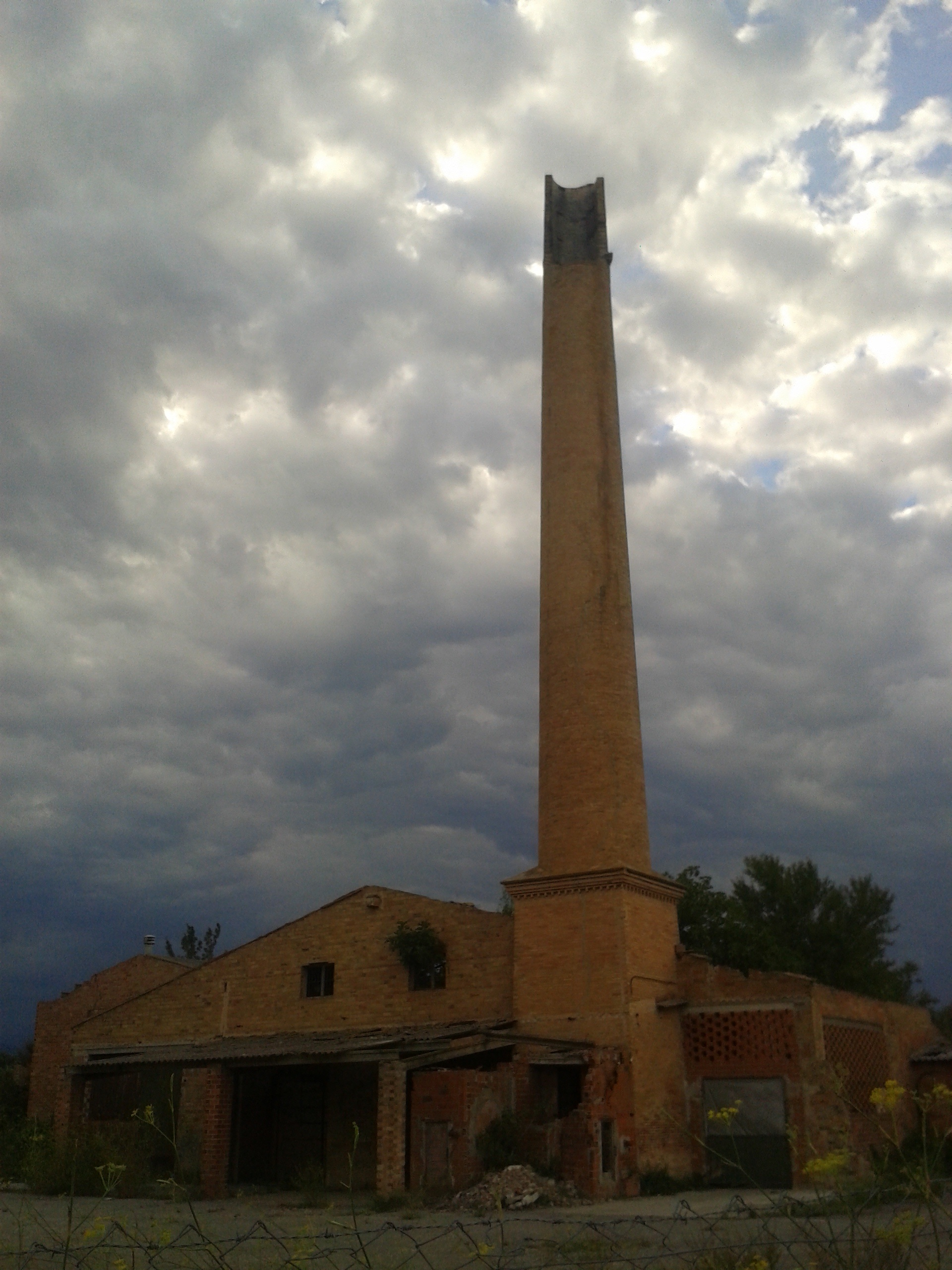
La Bòbila d'en Soler

Vilafant és un municipi de l'Alt Empordà situat al centre-sud de la comarca, a la vall mitjana del riu Manol.

## Geografia
- Llista de topònims de Vilafant (Orografia: muntanyes, serres, collades, indrets…; hidrografia: rius, fonts...; edificis: cases, masies, esglésies, etc.).

El terme municipal, d'una extensió de 8,37 km², és al sud-oest de Figueres, capital de comarca. També limita amb Santa Llogaia d'Àlguema al sud, amb Borrassà al sud-oest i amb Avinyonet de Puigventós al nord-oest.
El municipi, format per diversos nuclis de població, està regat pel riu Manol, afluent de la Muga, i el creuen diverses infraestructures, com l'autopista AP7 Nord i el Tren de Gran Velocitat entre Barcelona i Perpinyà, que fa parada a l'estació Figueres-Vilafant.

## Patrimoni cultural
Dins el terme de Vilafant destaca el conjunt arquitectònic de Palol Sabaldòria, format per les restes de l'església preromànica de Sant Miquel, del segle XI, el castell medieval de Palol Sabaldòria, del segle xii (declarat bé cultural d'interès nacional), el mas de Palol, les excavacions arqueològiques de jaciments ibèrics i la bòbila d'en Soler, antiga fàbrica de totxanes construïda el 1880. Al nucli antic de la vila hi destaquen, pel seu interès cultural i arquitectònic, l'església parroquial de Sant Cebrià, dels segles XIII-XIV, amb una portalada neoclàssica; el mas Requesens, del segle XVI, amb un portal adovellat i una finestra goticorenaixentista; la casa pairal de Can Puig Maçanet, del segle xviii, i quatre torres d'estil modernista popular de principis del segle xx: la torre Manol, la torre d'en Dolfo Soler, la torre Ginjaume i la torre Soler dels mosaics.
Malgrat que el municipi de Vilafant supera els 5.000 habitants des del 2006, no disposa de biblioteca pública, tal com estableix la Llei del sistema bibliotecari de Catalunya (art. 34.2).

## Entorn natural
Pel que fa als valors naturals i paisatgístics, els dos entorns més representatius del municipi són els espais agrícoles i la zona humida lligada al riu Manol. Les vores del riu es caracteritzen per presentar una gran biodiversitat i ambients naturals molt diferents amb només uns quants metres de desnivell. Prop de l'aigua i al curs del riu s'hi distingeix la vegetació herbàcia i la fauna pròpia d'entorns humits de ribera. A mesura que ens allunyem de les zones humides, el sotabosc dominant és el propi de zones més àrides i assolellades. Al seu pas per Vilafant, el riu Manol, de cabal irregular, es caracteritza per formar gorgues profundes, com la gorga Blava, la gorga de Palol, la gorga d'en Baqué o la gorga dels Figuerencs, a la qual solia anar-hi Salvador Dalí. Prop del riu es troba l'alzina de la font de Can Maçanet, exemplar centenari de grans dimensions catalogat com a arbre monumental per la Generalitat de Catalunya.

## Història
La primera documentació coneguda on se cita Vilafant data de 1017. Es tracta d'una butlla del papa Benet VIII a favor de Sant Esteve de Banyoles, on es fa constar que aquest cenobi posseïa una vinya "in Villa Fedanti" (Vilafant). Posteriorment, el 1020, el comte Bernat Tallaferro, en el seu testament, fa constar que deixa al seu fill Berenguer l'alou que tenia "infra terminos de villa Palaciol sive in villa Fedancio" (Palol Sabaldòria de Vilafant). El 1182 és documentat un personatge anomenat Arnau de Palol. I un descendent seu, Ramon de Palol, fou prior de Lledó entre el 1305 i el 1328, any que morí. Aquests personatges eren del llinatge originat a Palol Sabaldòria, dins el municipi de Vilafant. L'any 1698 Vilafant i Palol Sabaldòria eren pertinences de la batllia reial de Figueres.
L'economia primària de Vilafant, basada en l'agricultura i, en menor part, la ramaderia, va experimentar un gran canvi amb el desenvolupament de la indústria de la rajoleria, que aprofitava la gran quantitat de sediments argilosos existents a prop del riu Manol per a la fabricació de rajoles. El 1620 hi havia quinze forns en funcionament, i a mitjan segle xviii hi funcionaven onze petites fàbriques o bòbiles familiars que abastien la demanda originada per la construcció del castell de Figueres (1753-1766). L'any 1880 es va muntar la gran bòbila de Rafel Soler, a la zona de Palol Sabaldòria, que va abastir de rajols, entre d'altres, les obres de l'Exposició Universal de Barcelona de 1888. Amb la Bòbila d'en Soler van començar a desaparèixer els forns familiars, però va augmentar la població de la vila amb l'arribada de nous treballadors i de les seves famílies.
La indústria del rajol va donar lloc a altres activitats econòmiques vinculades a la construcció, com la fabricació de mosaics a la fàbrica de Joan Soler, inaugurada el 1913, i la proliferació de guixaires, que van gaudir de gran reputació a la comarca des dels anys 20 i durant la segona meitat del segle xx. Tota aquesta activitat industrial, vinculada a la construcció, ha deixat empremta en l'imaginari col·lectiu del poble, fins al punt que els gegants de la vila, en Cebrià i la Carme, representen una parella de rajolers i, durant molts anys, Vilafant ha estat anomenada popularment "mare de pobles", ja que de la seva terra n'ha sortit el material per construir-ne d'altres.

## Fills il·lustres
- Josep Quer Agustí (n. 1943), músic i concertista de Contrabaix. Fill Predilecte.
- Albert Bueno Juanola (n. 1938), cantant i compositor musical.
- Mireia Vehí i Cantenys (n. 1985), sociòloga i política.

## Demografia
| Entitat de població                    | Habitants (2024) |
| les Arengades i el Camp dels Enginyers | 2.475            |
| les Forques                            | 1.741            |
| Vilafant                               | 1.480            |
| Font: Idescat                          |                  |

La població de Vilafant viu distribuïda en tres nuclis diferenciats:
- Nucli antic. Format per les restes de l'antic poble medieval i els eixamples que es van construir posteriorment. Aquesta denominació també abasta El Parc de Vilafant, la continuació urbanística més nova del nucli antic.
- Les Forques. Aquesta urbanització es va iniciar l'any 1962, al sud-est del municipi, vorejant el terme municipal de Figueres.
- El Camp dels Enginyers, les Closes d'en Clarà i les Arengades Aquestes urbanitzacions, situades al nord-est i també a prop de Figueres, es van començar a construir a principis dels anys seixanta.

| 1497 f | 1515 f | 1553 f | 1717 | 1787 | 1857 | 1877 | 1887 | 1900 | 1910 |
| ------ | ------ | ------ | ---- | ---- | ---- | ---- | ---- | ---- | ---- |
| 11     | 14     | 14     | 105  | 304  | 599  | 578  | 631  | 509  | 609  |

| 1920 | 1930 | 1940 | 1950 | 1960 | 1970  | 1981  | 1990  | 1992  | 1994  |
| ---- | ---- | ---- | ---- | ---- | ----- | ----- | ----- | ----- | ----- |
| 588  | 606  | 569  | 584  | 689  | 1.183 | 1.507 | 2.639 | 2.937 | 2.937 |

| 1996  | 1998  | 2000  | 2002  | 2004  | 2006  | 2008  | 2010  | 2012  | 2014  |
| ----- | ----- | ----- | ----- | ----- | ----- | ----- | ----- | ----- | ----- |
| 3.467 | 3.636 | 4.100 | 4.359 | 4.657 | 5.013 | 5.314 | 5.429 | 5.523 | 5.481 |

| 2016  | 2018  | 2020  | 2022  | 2024  | 2026 | 2028 | 2030 | 2032 | 2034 |
| ----- | ----- | ----- | ----- | ----- | ---- | ---- | ---- | ---- | ---- |
| 5.466 | 5.443 | 5.421 | 5.562 | 5.706 | -    | -    | -    | -    | -    |

Vilafant és un poble en continu creixement. Com la majoria de municipis empordanesos, la població va augmentar bastant durant els segles xviii i xix, a causa de la prosperitat agrícola. Contemporàniament, des de l'any 1991 fins al 2005, el municipi ha experimentat un increment de població de més d'un 69 %.

## Centres educatius
- CEIP Les Mèlies, al Camp dels Enginyers
- CEIP Sol i Vent, al nucli antic. Podeu veure el seu blog a http://blocs.xtec.cat/escolasolivent/
- CEE Mare de Déu del Mont, a les Forques. Web de l'escola d'educació especial Arxivat 2007-01-19 a Wayback Machine.
- Llar d'infància Set Pometes, al Camp dels Enginyers
- Institut de Vilafant El curs 2008-2009 es va inaugurar a Vilafant un institut situat a les Forques, entre el carrer Pla de l'Estany i la ronda del Molí. Podeu fer una visita virtual a web